# Shirogumi
Shirogumi Inc. (Nhật: 株式会社白組 Hepburn: Kabushiki-gaisha Shirogumi) là một công ty Nhật Bản chuyên sản xuất phim hoạt hình và hiệu ứng hình ảnh, có trụ sở chính đặt tại quận Setagaya thuộc Tokyo. Công ty được thành lập vào năm 1974 và hiện là một thành viên thuộc Hiệp hội Hoạt hình Nhật Bản.

## Tác phẩm

### Anime truyền hình
| Năm  | Tựa đề                       | Ngày phát sóng | Ngày phát sóng   | Số tập | Ghi chú                                                                                             |
| Năm  | Tựa đề                       | Bắt đầu        | Kết thúc         | Số tập | Ghi chú                                                                                             |
| ---- | ---------------------------- | -------------- | ---------------- | ------ | --------------------------------------------------------------------------------------------------- |
| 2007 | Moyashimon                   | 12 tháng 10    | 21 tháng 12      | 11     | Chuyển thể từ bộ manga cùng tên của Ishikawa Masayuki. Hợp tác sản xuất với Telecom Animation Film. |
| 2008 | Seiyō Kottō Yōgashiten       | 3 tháng 7      | 18 tháng 9       | 12     | Chuyển thể từ bộ manga yaoi của Yoshinaga Fumi. Hợp tác sản xuất với Nippon Animation.              |
| 2012 | Moyashimon Returns           | 5 tháng 7      | 13 tháng 9       | 11     | Phần tiếp theo của Moyasimon. Hợp tác sản xuất với Telecom Animation Film.                          |
| 2013 | Yūto-kun ga Iku              | 14 tháng 6     | 6 tháng 9        | 26     | Tác phẩm gốc.                                                                                       |
| 2014 | Baby Gamba                   | 19 tháng 6     | 11 tháng 10      | 13     | Spin-off của Gamba no Bōken.                                                                        |
| 2015 | Etotama                      | 9 tháng 4      | 25 tháng 6       | 12     | Chuyển thể từ bộ manga của Hoshi Takashi và Zekū Tōru. Hợp tác sản xuất với Encourage Films.        |
| 2016 | Nyanbo!                      | 27 tháng 9     | 28 tháng 3, 2017 | 26     | Loạt phim sản xuất dựa trên nhân vật Danbo.                                                         |
| 2017 | Urahara                      | 4 tháng 10     | 20 tháng 12      | 12     | Dựa trên bộ webcomic của Patrick Macias. Hợp tác sản xuất với EMT Squared.                          |
| 2018 | Uchi no Oochopus             | 9 tháng 1      | 25 tháng 9, 2019 | 38     | Tác phẩm gốc.                                                                                       |
| 2019 | Revisions                    | 10 tháng 1     | 28 tháng 3       | 12     | Tác phẩm gốc.                                                                                       |
| 2021 | Dosukoi Shushi Sumo          | 3 tháng 4      | 26 tháng 3, 2022 | 52     | Dựa trên cuốn sách ảnh của Masako An.                                                               |
| 2021 | Night Head 2041              | 15 tháng 7     | 30 tháng 9       | 12     | Dựa trên bộ phim truyền hình người đóng Night Head năm 1992.                                        |
| 2023 | The IDOLM@STER Million Live! | 8 tháng 10     | 24 tháng 12      | 12     | Chuyển thể từ trò chơi trên điện thoại cùng tên của Bandai Namco Entertainment.                     |

### Phim điện ảnh
| Tựa đề                                                       | Ngày phát hành             | Ghi chú | Nguồn  |
| ------------------------------------------------------------ | -------------------------- | --- | ------ |
| Friends: Mononoke Shima no Naki                              | 17 tháng 12 năm 2011       | Dựa trên cuốn sách thiếu nhi Naita Aka Oni của Hamada Hirosuke.                                                              | [ 14 ] |
| Yūto-kun ga Iku                                              | 31 tháng 3 năm 2013        | Phần tiếp theo của phiên bản truyền hình cùng tên.                                                                           | [ 15 ] |
| Stand by Me Doraemon                                         | 8 tháng 8 năm 2014         | Dựa trên bộ truyện tranh Doraemon. Hợp tác sản xuất với Robot Communications và Shin-Ei Animation.                           | [ 16 ] |
| Sinbad: Sora tobu hime to himitsu no shima                   | 4 tháng 7 năm 2015         | Dựa trên tác phẩm Nghìn lẻ một đêm. Bộ phim thứ nhất trong loạt phim điện ảnh Sinbad; hợp tác sản xuất với Nippon Animation. | [ 17 ] |
| Gamba to Nakama-tachi                                        | 10 tháng 10 năm 2015       | Phiên bản remake của Gamba no Bōken.                                                                                         | [ 18 ] |
| Sinbad: Mahō no Lamp to ugoku shima                          | 16 tháng 1 năm 2016        | Phần phim thứ hai trong loạt phim điện ảnh Sinbad. Hợp tác sản xuất với Nippon Animation.                                    | [ 19 ] |
| Sinbad: Mahiru no yoru to fushigi no mon                     | 14 tháng 5 năm 2016        | Phần phim thứ ba và cuối cùng của loạt phim điện ảnh Sinbad. Hợp tác sản xuất với Nippon Animation.                          | [ 20 ] |
| Dragon Quest: Your Story                                     | 2 tháng 8 năm 2019         | Dựa trên trò chơi điện tử Dragon Quest V của Square Enix. Hợp tác sản xuất với Robot Communications.                         | [ 21 ] |
| Stand by Me Doraemon 2                                       | 20 tháng 11 năm 2020, 2020 | Phần tiếp theo của Stand by Me Doraemon. Hợp tác sản xuất với Robot Communications and Shin-Ei Animation.                    | [ 22 ] |
| Doraemon: Nobita no Little Star Wars 2021                    | 4 tháng 3 năm 2022         | Bộ phim thứ 41 trong loạt phim điện ảnh Doraemon. Hợp tác sản xuất với Shin-Ei Animation.                                    | [ 23 ] |
| Shin – Cậu bé bút chì: Đại chiến siêu năng lực ~ Sushi bay ~ | 4 tháng 8 năm 2023         | Bộ phim điện ảnh thứ 31 của Crayon Shin-chan.                                                                                | [ 24 ] |
| Godzilla Minus One                                           | 3 tháng 11 năm 2023        | Phần phim thứ 37 của thương hiệu Godzilla.                                                                                   | [ 25 ] |

### Original net animation
| Tựa đề                      | Ngày công chiếu  | Ghi chú                                                                                                 | Nguồn  |
| --------------------------- | ---------------- | --- | ------ |
| Etotama ~Nyan-Kyaku Banrai~ | 25 tháng 5, 2021 | Tập ONA trên dựa bộ manga Etotama của Hoshi Takashi và Zekū Tōru. Hợp tác sản xuất với Encourage Films. | [ 26 ] |